# Teketo, Haskovo
Teketo (în bulgară Текето) este un sat în comuna Haskovo, regiunea Haskovo,  Bulgaria. 

## Demografie
Componența etnică a satului Teketo
     Turci (93,08%)
     Nicio identificare (1,07%)
     Romi (4,96%)
     Bulgari (0,86%)
La recensământul din 2011, populația satului Teketo era de 463 locuitori. Din punct de vedere etnic, majoritatea locuitorilor (93,08%) erau turci, cu o minoritate de romi (4,96%). Pentru 1,07% din locuitori nu este cunoscută apartenența etnică.